# Ansiktet
 Ansiktet és una pel·lícula sueca d'Ingmar Bergman, estrenada el 1958.

## Argument
El 1846, a Suècia, la tropa de teatre del «Doctor Vogler», especialitzada en prestidigitació i venda de filtres diversos, arriba a Estocolm. Els membres de la petita tropa són interceptats pel cònsol, que els convida a passar la vesprada a casa seva, en companyia del prefecte i del director de la salut, per tal de verificar els seus pretesos talents.
Vergerus no creu en els dons sobrenaturals de Vogler i l'hi manifesta amb ironia i menyspreu. En canvi, Ottilia, la dona del cònsol és convençuda, com el seu marit, que el "mag" li podrà explicar la mort de la seva filla.
Vergerus ha descobert que Aman, l'ajudant de Vogler, és en realitat una dona, Manda, l'esposa d'aquest últim. Intenta en va seduir-la i atreu la còlera de Vogler que treu la seva màscara i revela una cara de vell.
La representació té lloc l'endemà. Antonsson, empleat del cònsol, és sotmès als poders hipnòtics de Vogler però es revolta contra aquest, l'escanya i es penja. Vergerus fa l'autòpsia del cadàver de Vogler mentre que es tracta en realitat del d'un cert Spegel, comediant alcohòlic mort la nit abans als braços de Vogler.

## Repartiment
- Max von Sydow: Albert Emanuel Vogler
- Ingrid Thulin: Manda Vogler i Aman
- Ake Fridell: Tubal
- Naima Wifstrand: l'àvia de Vogler
- Lars Ekborg: Simson
- Gunnar Björnstrand: el doctor Vergérus
- Erland Josephson: el cònsol Egerman
- Gertrud Fridh: Ottilia Egerman
- Toivo Pawlo: Starbeck (el cap de la policia)
- Ulla Sjöblom: Henrietta
- Sif Ruud: Sofia Garp
- Bibi Andersson: Sara
- Birgitta Pettersson: Sanna
- Oscar Ljung: Antonsson
- Axel Düberg: Rustan
- Tor Borong
- Arne Mârtensson
- Harry Schein i Frithiof Bjärne: els duaners

## Premis[calcitació]
- Gran Premi del jurat a la Mostra de Venècia

## Música[calcitació]
- Hi ha una òpera titulada The Magician, escrita per Joseph Mazzinghi (1768-1844).